# Federazione cestistica della Corea del Nord
La Federazione cestistica della Corea del Nord è l'ente che controlla e organizza la pallacanestro in Corea del Nord.
La federazione controlla inoltre la nazionale di pallacanestro della Corea del Nord. Ha sede a Pyongyang e l'attuale presidente è Paek Nam Sun.
È affiliata alla FIBA dal 1947 e organizza il campionato di pallacanestro della Corea del Nord.